# Georg-Brauchle-Ring
Georg-Brauchle-Ring è una stazione della Metropolitana di Monaco di Baviera lungo la linea U1.
Si trova sotto il pezzo di tangenziale anulare della città chiamato Georg-Brauchle-Ring, da cui la stazione prende il nome. È stata inaugurata il 18 ottobre 2003.
L'artista Franz Ackermann ha creato due pareti colorate per la stazione intitolate Die große Reise ovvero "il grande viaggio": le pareti consistono di 400 pannelli di diversi colori, ciascuna parete pesa 30 tonnellate.
Su alcuni pannelli immagini di centri urbani di diverse città in bianco e nero tra cui Berlino, New York, Rio de Janeiro ecc.